# Reale Società Canottieri Cerea
Reale Società Canottieri Cerea est un club d'aviron de Turin. Il est l'un des plus anciens clubs d'aviron d'Italie.

## Historique
En 1888, le club participe à la création de la Fédération italienne d'aviron. En 1892, le club participe à la création de la Fédération internationale des sociétés d'aviron.
En 2013, le club modifie ses statuts afin d'accepter les femmes dans le club,.

## Silverskiff
Le club organise la Silverskiff, la plus longue compétition d'aviron au monde. En 2016, pour sa vingt-cinquième édition, la course a rassemblé mille sportifs issus de trente nations. En 2018, la compétition est annulée en raison des courants dangereux.